# Wereldkampioenschap superbike van Losail 2016
Het wereldkampioenschap superbike van Losail 2016 was de dertiende en laatste ronde van het wereldkampioenschap superbike en de twaalfde en laatste ronde van het wereldkampioenschap Supersport 2016. De races werden verreden op 29 en 30 oktober 2016 op het Losail International Circuit nabij Doha, Qatar.
Jonathan Rea werd gekroond tot kampioen in de superbike-klasse met een tweede plaats in de eerste race van het weekend, wat genoeg was om zijn laatste concurrent Tom Sykes voor te kunnen blijven.

## Superbike

### Race 1
| Pos | Nr  | Rijder               | Constructeur | Rondes | Tijd         | Grid | Punten |
| --- | --- | -------------------- | ------------ | ------ | ------------ | ---- | ------ |
| 1   | 7   | Chaz Davies          | Ducati       | 17     | 33:32.214    | 3    | 25     |
| 2   | 1   | Jonathan Rea         | Kawasaki     | 17     | +3.904       | 1    | 20     |
| 3   | 50  | Sylvain Guintoli     | Yamaha       | 17     | +10.498      | 4    | 16     |
| 4   | 66  | Tom Sykes            | Kawasaki     | 17     | +12.606      | 5    | 13     |
| 5   | 69  | Nicky Hayden         | Honda        | 17     | +12.766      | 2    | 11     |
| 6   | 12  | Javier Forés         | Ducati       | 17     | +17.879      | 7    | 10     |
| 7   | 22  | Alex Lowes           | Yamaha       | 17     | +18.461      | 6    | 9      |
| 8   | 81  | Jordi Torres         | BMW          | 17     | +19.045      | 10   | 8      |
| 9   | 60  | Michael van der Mark | Honda        | 17     | +20.882      | 9    | 7      |
| 10  | 32  | Lorenzo Savadori     | Aprilia      | 17     | +30.057      | 8    | 6      |
| 11  | 91  | Leon Haslam          | Kawasaki     | 17     | +34.270      | 16   | 5      |
| 12  | 35  | Raffaele De Rosa     | BMW          | 17     | +34.420      | 13   | 4      |
| 13  | 15  | Alex de Angelis      | Aprilia      | 17     | +34.936      | 15   | 3      |
| 14  | 40  | Román Ramos          | Kawasaki     | 17     | +37.786      | 19   | 2      |
| 15  | 25  | Josh Brookes         | BMW          | 17     | +37.834      | 14   | 1      |
| 16  | 99  | Luca Scassa          | Ducati       | 17     | +55.890      | 21   |        |
| 17  | 11  | Saeed Al Sulaiti     | Kawasaki     | 17     | +1:09.075    | 20   |        |
| 18  | 2   | Leon Camier          | MV Agusta    | 17     | +1:19.301    | 12   |        |
| 19  | 9   | Dominic Schmitter    | Kawasaki     | 17     | +1:25.103    | 24   |        |
| 20  | 56  | Péter Sebestyén      | Yamaha       | 17     | +1:47.707    | 25   |        |
| 21  | 4   | Gianluca Vizziello   | Kawasaki     | 13     | +4 ronden    | 22   |        |
| DNF | 17  | Karel Abraham        | BMW          | 11     | Uitgevallen  | 18   |        |
| DNF | 34  | Davide Giugliano     | Ducati       | 10     | Uitgevallen  | 11   |        |
| DNF | 21  | Markus Reiterberger  | BMW          | 7      | Uitgevallen  | 17   |        |
| DNS | 119 | Paweł Szkopek        | Yamaha       | 0      | Niet gestart | 23   |        |

### Race 2
De race, die gepland stond over een lengte van 17 ronden, werd na 7 ronden afgebroken vanwege de omstandigheden op de baan. Later werd de race herstart over een lengte van 10 ronden.
| Pos | Nr  | Rijder               | Constructeur | Rondes | Tijd                  | Grid | Punten |
| --- | --- | -------------------- | ------------ | ------ | --------------------- | ---- | ------ |
| 1   | 7   | Chaz Davies          | Ducati       | 10     | 19:38.203             | 3    | 25     |
| 2   | 66  | Tom Sykes            | Kawasaki     | 10     | +5.855                | 5    | 20     |
| 3   | 1   | Jonathan Rea         | Kawasaki     | 10     | +6.376                | 1    | 16     |
| 4   | 50  | Sylvain Guintoli     | Yamaha       | 10     | +8.493                | 4    | 13     |
| 5   | 91  | Leon Haslam          | Kawasaki     | 10     | +11.862               | 16   | 11     |
| 6   | 81  | Jordi Torres         | BMW          | 10     | +12.232               | 10   | 10     |
| 7   | 69  | Nicky Hayden         | Honda        | 10     | +13.599               | 2    | 9      |
| 8   | 12  | Javier Forés         | Ducati       | 10     | +14.210               | 7    | 8      |
| 9   | 35  | Raffaele De Rosa     | BMW          | 10     | +14.282               | 13   | 7      |
| 10  | 22  | Alex Lowes           | Yamaha       | 10     | +14.414               | 6    | 6      |
| 11  | 60  | Michael van der Mark | Honda        | 10     | +15.169               | 9    | 5      |
| 12  | 32  | Lorenzo Savadori     | Aprilia      | 10     | +19.401               | 8    | 4      |
| 13  | 2   | Leon Camier          | MV Agusta    | 10     | +22.236               | 12   | 3      |
| 14  | 40  | Román Ramos          | Kawasaki     | 10     | +25.995               | 19   | 2      |
| 15  | 21  | Markus Reiterberger  | BMW          | 10     | +29.701               | 17   | 1      |
| 16  | 99  | Luca Scassa          | Ducati       | 10     | +33.205               | 21   |        |
| 17  | 4   | Gianluca Vizziello   | Kawasaki     | 10     | +44.627               | 22   |        |
| 18  | 9   | Dominic Schmitter    | Kawasaki     | 10     | +44.753               | 24   |        |
| 19  | 56  | Péter Sebestyén      | Yamaha       | 10     | +45.186               | 25   |        |
| 20  | 119 | Paweł Szkopek        | Yamaha       | 10     | +1:00.135             | 23   |        |
| DNF | 17  | Karel Abraham        | BMW          | 9      | Ongeluk               | 18   |        |
| DNF | 15  | Alex de Angelis      | Aprilia      | 0      | Uitgevallen           | 15   |        |
| DNS | 11  | Saeed Al Sulaiti     | Kawasaki     | 0      | Uitgevallen in race 1 | 20   |        |
| DNS | 25  | Josh Brookes         | BMW          | 0      | Ongeluk in race 1     | 14   |        |
| DNS | 34  | Davide Giugliano     | Ducati       | 10     | Niet gestart          |      |        |

## Supersport
| Pos | Nr  | Rijder              | Constructeur | Rondes | Tijd           | Grid | Punten |
| --- | --- | ------------------- | ------------ | ------ | -------------- | ---- | ------ |
| 1   | 111 | Kyle Smith          | Honda        | 15     | 30:51.533      | 5    | 25     |
| 2   | 1   | Kenan Sofuoğlu      | Kawasaki     | 15     | +0.006         | 2    | 20     |
| 3   | 16  | Jules Cluzel        | MV Agusta    | 15     | +2.164         | 6    | 16     |
| 4   | 2   | P.J. Jacobsen       | Honda        | 15     | +7.519         | 9    | 13     |
| 5   | 21  | Randy Krummenacher  | Kawasaki     | 15     | +8.843         | 3    | 11     |
| 6   | 86  | Ayrton Badovini     | Honda        | 15     | +9.324         | 8    | 10     |
| 7   | 63  | Zulfahmi Khairuddin | Kawasaki     | 15     | +12.084        | 7    | 9      |
| 8   | 71  | Christoffer Bergman | Honda        | 15     | +18.278        | 10   | 8      |
| 9   | 52  | Massimo Roccoli     | MV Agusta    | 15     | +21.764        | 21   | 7      |
| 10  | 25  | Alex Baldolini      | MV Agusta    | 15     | +25.040        | 4    | 6      |
| 11  | 69  | Ondřej Ježek        | Kawasaki     | 15     | +33.346        | 14   | 5      |
| 12  | 84  | Loris Cresson       | Yamaha       | 15     | +38.665        | 23   | 4      |
| 13  | 78  | Hikari Okubo        | Honda        | 15     | +38.781        | 17   | 3      |
| 14  | 77  | Kyle Ryde           | Kawasaki     | 15     | +43.356        | 11   | 2      |
| 15  | 83  | Lachlan Epis        | Kawasaki     | 15     | +43.358        | 22   | 1      |
| 16  | 35  | Stefan Hill         | Honda        | 15     | +48.742        | 24   |        |
| DNF | 64  | Federico Caricasulo | Honda        | 14     | Uitgevallen    | 13   |        |
| DNF | 11  | Christian Gamarino  | Kawasaki     | 6      | Uitgevallen    | 16   |        |
| DNF | 87  | Lorenzo Zanetti     | MV Agusta    | 6      | Uitgevallen    | 20   |        |
| DNF | 81  | Luke Stapleford     | Triumph      | 6      | Schade ongeluk | 1    |        |
| DNF | 65  | Michael Canducci    | MV Agusta    | 2      | Uitgevallen    | 12   |        |
| DNF | 10  | Nacho Calero        | Kawasaki     | 1      | Uitgevallen    | 19   |        |
| DNF | 80  | Xavier Pinsach      | Honda        | 0      | Ongeluk        | 15   |        |
| DNF | 44  | Roberto Rolfo       | MV Agusta    | 0      | Uitgevallen    | 18   |        |

## Eindstanden na wedstrijd

### Superbike
| Pos | Nr | Rijder               | Team     | Punten |
| --- | -- | -------------------- | -------- | ------ |
| 1   | 1  | Jonathan Rea         | Kawasaki | 498    |
| 2   | 66 | Tom Sykes            | Kawasaki | 447    |
| 3   | 7  | Chaz Davies          | Ducati   | 445    |
| 4   | 60 | Michael van der Mark | Honda    | 267    |
| 5   | 69 | Nicky Hayden         | Honda    | 248    |

### Supersport
| Pos | Nr  | Rijder             | Team      | Punten |
| --- | --- | ------------------ | --------- | ------ |
| 1   | 1   | Kenan Sofuoğlu     | Kawasaki  | 216    |
| 2   | 16  | Jules Cluzel       | MV Agusta | 142    |
| 3   | 21  | Randy Krummenacher | Kawasaki  | 140    |
| 4   | 2   | P.J. Jacobsen      | Honda     | 135    |
| 5   | 111 | Kyle Smith         | Honda     | 125    |

2005 · 2006 · 2007 · 2008 · 2009 · 2014 · 2015 · 2016 · 2017 · 2018 · 2019